# Parque nacional Pantano Eubenangee
Pantano Eubenangee es un parque nacional en Queensland (Australia), ubicado a 1332 km al noroeste de Brisbane.

## Datos
- Área: 17,20 km²
- Coordenadas: 17°25′24″S 145°57′25″E / -17.42333, 145.95694
- Fecha de Creación: 1968
- Administración: Servicio para la Vida Salvaje de Queensland
- Categoría IUCN: II